# Tysklands armé under andra världskriget
| Heer |
| --- |
| Heers igenkänningstecken, Wehrmachtkorset. Uniformsemblem Motiv: Wehrmachtsadler (värnmaktsörnen) Modell 1935Modell 1939Modell 1940Modell tropiskModell 1944 Hjälmmärken Vänster hjälmmärke: vapensköld med värnmaktsörnen.Höger hjälmmärke: vapensköld i de nazityska nationalfärgerna. Historiska bilder Parad 1939.Marsch 1939.Övning 1939.Fälttåg i Polen 1939.Tysk soldat i Stalingrad 1942.Gatustrid i Stalingrad 1942.Skyttegrav i Stalingrad 1942.Tyska krigsfångar 1944. |

Heer (svenska: hären) var en beteckning på landstridskrafterna inom den tyska krigsmakten (Wehrmacht) från 1935 till 1945, i vilken också ingick marinen (Kriegsmarine) och flygvapnet (Luftwaffe). Under andra världskriget tjänstgjorde totalt cirka 15 miljoner soldater i den tyska armén, varav omkring tre miljoner stupade eller dog av andra orsaker. 

## Operativa och taktiska metoder
Under den period som den tyska armén omformades av Hitler fortsatte den att utveckla stridsmetoder som banat väg under första världskriget, genom att kombinera markstyrkor (Heer) och flygvapen (Luftwaffe) till gemensamma stridskrafter. I kombination med operativa och taktiska metoder såsom inringningar och "förintelsekrig", lyckades den tyska militären nå flera snabba segrar under de två första åren av andra världskriget, och fick utländska journalister att skapa ett nytt ord för vad de bevittnade, Blixtkrig.

## Motorisering
När Wehrmacht gick in i kriget var endast en liten del av dess infanteriarméer beroende av hästen för transporter. Medan infanteriet förblev fotfolk under kriget, så var artilleriet fortfarande främst hästdraget. De motoriserade formationerna fick mycket uppmärksamhet i världspressen under de inledande åren av kriget, och har angetts som skäl för de tyska framgångarna i invasionen av Polen (september 1939), Norge och Danmark (april 1940), Belgien, Frankrike och Nederländerna (maj 1940), Jugoslavien (april 1941) och början av kampanjen i Sovjetunionen (juni 1941). Men deras motoriserade enheter och pansar stod bara för 20% av landstyrkorna när dessa var som starkast.

## Truppslag
Sedan 1942 indelades den tyska arméns truppslag i stridande trupper, underhållstrupper och säkerhetstrupper.

### Stridande trupper
- Infanteri 
  - infanteri (skytte till 1942, sedan grenadjärer)
  - motoriserat infanteri | (pansargrenadjärer 1942; se pansartrupperna)
  - Gebirgsjäger, jägare och skidjägare 
  - tunga kulspruteförband
  - tunga granatkastarförband
  - infanteriluftvärn
  - fästningstammtrupper (stridande trupper 1944)
- Kavalleri (ingick 1938-1943 i Schnelle truppen) 
  - ridande förband
  - spaningsförband (fysiljärer)
- Schnelle truppen  1938-1943, sedan Pansartrupper 
  - pansar
  - pansargrenadjärer (sedan 1942)
  - Motorcykelskytte till 1943  (sedan pansarspaning)
  - pansarjägare (till 1940 pansarvärn).
  - järnvägspansartåg (sedan 1943)
- Artilleri 
  - artilleri 
    - fältartilleri
    - tungt artilleri
    - lätt artilleri
    - bergsartilleri
    - pansarartilleri

  - fästningsartilleri
  - armékustartilleri
  - stormartilleri
  - artilleriobservation (ljud- och ljusmät, väderobservation)
  - arméluftvärn
- Nebeltruppen(röktrupper) 
  - raketartilleri
  - gasskydd
- Ingenjörstrupper 
  - ingenjörsförband 
    - fältingenjörsförband
    - arméingenjörsförband
    - bergsingenjörsförband
    - pansaringenjörsförband
    - stormingenjörsförband

  - brobyggnadsförband
  - fästningsingenjörsförband
    - fästningsfortifikationsförband
    - fästningsingenjörsförband
    - spärrförband, spärringenjörförband
    - minröjningsförband

  - landsättningsingenjörsförband
    - färjeförband
    - landsättningsförband
    - skärgårdsförband
    - stormbåtsförband
    - varvsförband

  - fältarbetsingenjörsförband (sedan 1943)
    - fortifikationsförband
    - vägbyggnadsförband
    - ställningsbyggnadsförband
- Järnvägstrupper
- Järnvägstrafiktrupper (sedan 1943)
- Tekniska trupper (sedan 1941)
- Signaltrupper 
  - ledningsförband
  - sambandsförband
  - brevduve- och hundväsendet
  - signalspaning
  - tolkar
- Propagandatrupper (sedan 1943)

Propgandatrupperna tillhörde till 1943 signaltrupperna. De bestod huvudsakligen av stabsredaktörer (tidningar, radio) och stabsfotografer (stillbild- och film). De sysslade huvudsakligen med frontreportage, men även med psykologiskt försvar och psykologisk krigföring. Grundläggande enhet var propagandakompaniet.   Propagandatrupperna omfattade cirka 15 000 man, av vilka ca 1 000 stupade under kriget.
- Kart- och mättrupper
- Frontunderrättelseförband - Frontaufklärungstruppen, sedan sommaren 1944 namnet på de till Abwehr hörande fältförbanden.[3][4]
- Stabspolisförband

### Underhållstrupper
- Transporttrupper
- Intendenturtrupper
- Vattenförsörjningstrupper
- Tygtrupper
- Fordonsreparationstrupper
- Sjukvårdstrupper
- Veterinärtrupper
- Ordnungstruppen
- Fältpost
- Fältarbetstrupper (infogades 1943 i ingenjörstrupperna).

### Säkerhetstrupper
- Landstormstrupper
  - landstorsminfanteri
  - landstormsartilleri
  - landstormsingenjörsförband
- Lokalförsvarstrupper
- Stabspolisorgan
- Krigsfångläger
- Östeuropeiska lokalförsvarsförband

Översiktskällor: 

## Personalstyrka 1942
Den tyska armén hade den 1 juli 1942 en personalstyrka om 3 950 000 man.
| Insatsområde                           | Personalstyrka |
| -------------------------------------- | -------------- |
| Östfronten                             | 2 635 000      |
| Ockuperade områden i Östeuropa         | 212 000        |
| Finland                                | 150 000        |
| Norge                                  | 166 000        |
| Frankrike                              | 520 000        |
| Italien och Afrika                     | 55 000         |
| Balkan                                 | 80 000         |
| Hemorten samt vissa ockuperade områden | 130 000        |

Källa: 

## Militära grader och gradbeteckningar

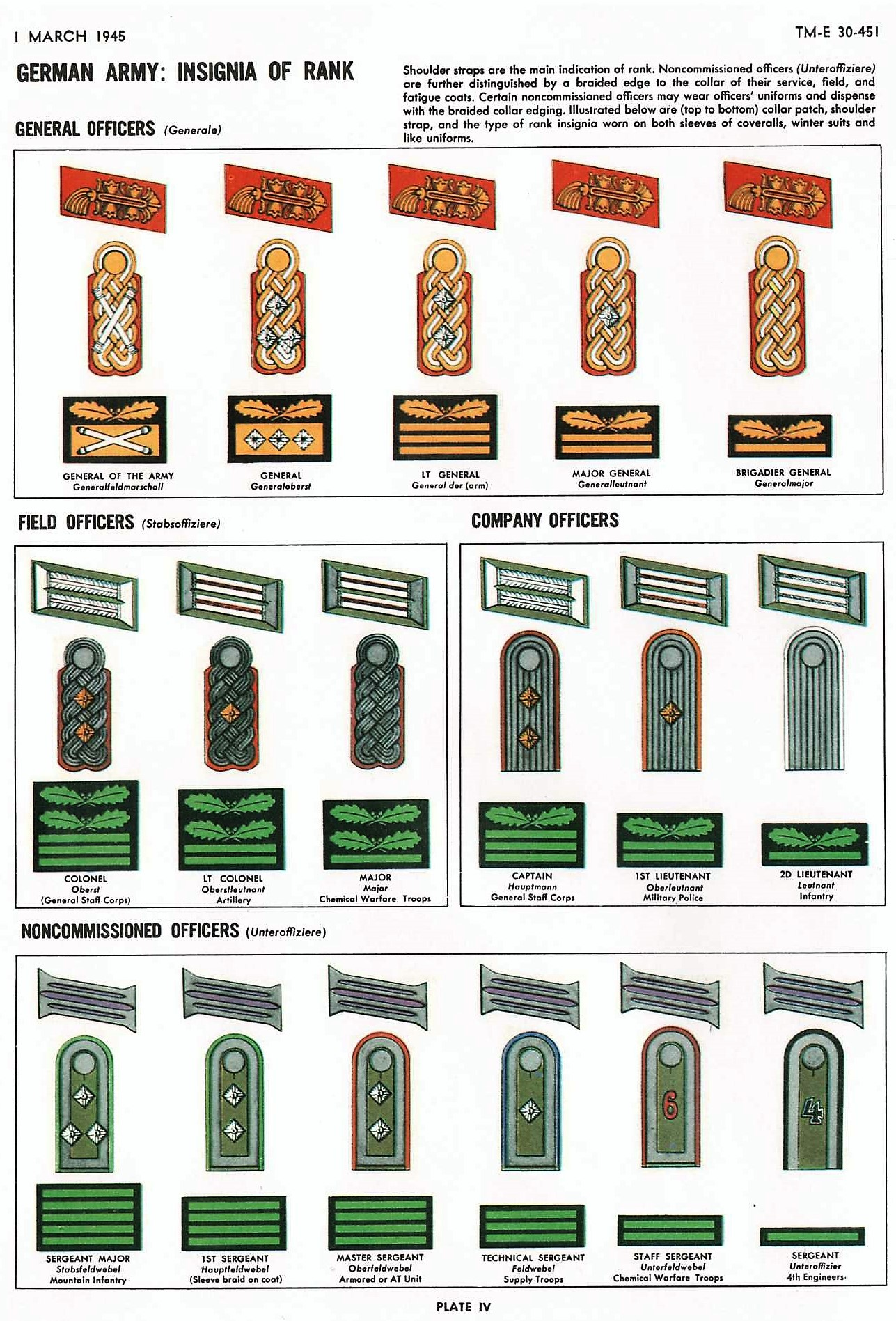
Gradbeteckningar för officerare och underofficerare i Wehrmacht (Heer) enligt US War Dept, Handbook on German Military Forces (TM-E 30-451) 1943. Överst visar kragspeglarna. I mitten gradbeteckningar på axelklaffarna. Längst ned gradbeteckningar på kamouflageuniform.